# Ivone Dias Lourenço
Ivone Conceição Dias Lourenço (Vila Franca de Xira, 3 de abril de 1937 - Lisboa, 24 de enero de 2008) fue una comunista portuguesa y opositora del régimen del Estado Nuevo en Portugal. Vivió casi siete años como prisionera política. Una información sobre su detención en un periódico británico llevó a una conexión indirecta con la fundación de la organización de derechos humanos Amnistía Internacional.

## Biografía
Ivone Conceição Dias Lourenço nació el 3 de abril de 1937 en Vila Franca de Xira, al norte de la capital portuguesa, Lisboa. Era hija de dos empleados clandestinos del Partido Comunista Portugués (PCP), António Dias Lourenço da Silva y Casimira da Conceição Silva, lo que la obligaba a quedarse con amigos de la familia para poder ir a la escuela. .A los siete años pasó a vivir con el editor Francisco Lyon de Castro. En 1946, durante el II Congreso Ilegal del Partido Comunista Portugués, a la edad de nueve años, se justificó su presencia como "hija" de la "criada" durante la reunión, recibiendo instrucciones de permanecer en el jardín del edificio. dónde se estaba llevando a cabo y notificar a los participantes si sucedió algo fuera de lo común. Sus padres fueron detenidos en diciembre de 1949, fecha en la que ella regresó a Lisboa (vivía entonces en Figueira da Foz). En 1954 su padre fue el primer comunista en escapar de la Fortaleza de Peniche, que estaba siendo utilizada por el Estado Novo como prisión política.
A la edad de 15 años, con el apoyo del activista del PCP Domingos Abrantes, Ivone Dias Lourenço se unió al ala juvenil del Movimiento de Unidad Democrática (MUD), que era una plataforma casi legal de organizaciones democráticas portuguesas que se oponían al régimen del Estado Novo  del dictador António de Oliveira Salazar. Dias se afilió al Partido Comunista en 1953 y pasó a la clandestinidad en 1955, trabajando para sostener casas clandestinas, donde se dedicó a recolectar materiales y copiar documentos como A Voz das Camaradas das Casas do Partido. Se alojó en una casa en Lisboa antes de trasladarse a una en Pinhal Novo, donde trabajó con Rolando Verdial. Fue allí donde, el 23 de noviembre de 1957, ella y Verdial fueron arrestados: ella fue enviada a la prisión de Caxias, donde estuvo aislada durante seis meses, siendo interrogada durante varios días. Posteriormente fue condenada a dos años de prisión y con una suspensión de derechos políticos durante 15 años, pero cumplió mucho más tiempo porque el juicio sólo tuvo lugar tres años después de su arresto, el 17 de diciembre de 1960. Verdial fue condenado a seis años de prisión y recluido en la Fortaleza de Peniche. Fue uno de los diez que escaparon el 3 de enero de 1960.
En Caxias, Ivone Dias Lourenço fue trasladada a un dormitorio colectivo donde vivió con Aida Magro, Aida Paula, Alda Nogueira, Cândida Ventura, Fernanda de Paiva Tomás, Julieta Gandra, Maria Ângela Vidal e Campos, Maria da Piedade Gomes dos Santos, Maria Eugénia Varela Gomes, Maria Luísa Costa Dias y hermanas Georgette Ferreira y Sofia Ferreira. Fue la autora de una de las 13 cartas enviadas secretamente desde la prisión de Caxias en mayo de 1961, el Manifiesto de Caxias, destinado a ser leído en una reunión en París y dirigido a "organizaciones femeninas y democráticas de todo el mundo". Las cartas denunciaban las condiciones carcelarias en las que se mantenía a las mujeres y las torturas a las que eran sometidas.
Fue puesta en libertad condicional el 8 de junio de 1964  habiendo estado seis años y nueve meses en la cárcel. A partir de entonces se dedicó al cine. En el 2004 el periódico portugués Público dijo: "Fue un periodo muy importante el estuvo presa. Por ejemplo, cuando salió en 1964, nunca había oído a los Beatles." Al ser ñiberada estuvo sometido a la vigilancia de la policía política del gobierno de Salazar,PIDE, lo que le llevó de nuevo a la clandestinidad tres meses después de salir de la cárcel.Su libertad consicional fue revocada por acudir y participar en el Sexto congreso Comunista en Kiev.  Estuvo años después trabajando con la organización de los jóvenes camaradas, inicialmente en Oporto y después en Lisboa.
En el momento de la Revolución de los Claveles, Ivone Dias Lourenço estaba en Matosinhos, como miembro del Comité Local de Oporto. En mayo volvió a vivir legalmente y se reunió con su padre, a quien no había visto desde que fuera encarcelado. Fue candidata a la Asamblea Constituyente, por el PCP, en Lisboa.Después trabajó como secretaria en la redacción del periódico oficial del PCP, Avante!, y colaboró en la organización de la Festa do Avante! hasta jubilarse en 2003. Fue miembro del Sindicato de Periodistas y de la Unión de Resistentes Antifascistas Portugueses (URAP). 
Lourenço falleció el 24 de enero de 2008 a causa de un cáncer pulmón.

## Conexión con Amnistía Internacional
El 19 de diciembre de 1960, el fundador de Amnistía Internacional, Peter Benenson, estaba leyendo un ejemplar del Times de Londres de camino al trabajo cuando vio un artículo sobre la condena de Lourenço y Verdial. Esto lo inspiró a escribir y publicar un artículo de opinión en The Observer, conocido como los "prisioneros olvidados", el 28 de mayo de 1961, fecha en la que Amnistía Internacional celebra su fecha de fundación. Benenson lanzó el Llamamiento de Amnistía de 1961, que condujo a la creación de Amnistía Internacional en septiembre de 1962. 